# Julienne (travhäst)
| Årets häst   |              |              |
| 1960         | 1961         | 1962         |
| Adept        | Julienne     | Julienne     |
| Kurt Mattson | Sören Nordin | Sören Nordin |

| Årets häst   |              |              |
| 1961         | 1962         | 1963         |
| Julienne     | Julienne     | Julienne     |
| Sören Nordin | Sören Nordin | Sören Nordin |

| Årets häst   |              |              |
| 1962         | 1963         | 1964         |
| Julienne     | Julienne     | Julienne     |
| Sören Nordin | Sören Nordin | Sören Nordin |

| Årets häst   |              |               |
| 1963         | 1964         | 1965          |
| Julienne     | Julienne     | Pluvier III   |
| Sören Nordin | Sören Nordin | Gunnar Nordin |

Julienne, född 4 april 1958 i Sundbyberg i Stockholms län, var en svensk varmblodig travhäst. Hon började tävla som tvååring 1960, och tränades och kördes av Sören Nordin större delen av tävlingskarriären. Julienne sprang totalt in 542 795 kronor på 95 starter, varav 44 segrar, 18 andraplatser och 8 tredjeplatser. Hennes största segrar tog hon i Svenskt Trav-Kriterium (1961) och Svenskt Travderby (1962). Till hennes större meriter räknas även de dubbla segrarna i Svenskt mästerskap (1963, 1964), en andraplats i Konung Gustaf V:s Pokal (1961) och en tredjeplats i Elitloppet (1963). 

## Karriär
Julienne tränades som tvååring av Stig Alexandersson, som var privattränare för Olof Wallenius Stall Segerhuva. Julienne troddes tidigt vara kullens kung, men under sina fem första starter som tvååring slutade endast den sista med seger, och i slutet av 1960 var Julienne till salu. Hon köptes av Rune Sundbom från Luleå, och sattes i träning hos Sören Nordin.
Julienne gjorde tävlingsdebut hos Sören Nordin som treåring 1961, och jämfördes tidigt med sin nya stallkamrat Frances Bulwark. Julienne startade 11 gånger under treåringssäsongen och vann tio av loppen. Hon fick endast se sig besegrad i Konung Gustaf V:s Pokal då hon kom på andra plats bakom Junker. Som treåring segrade hon bland annat i Svenskt Trav-Kriterium. Tränare Nordin hade även siktet inställt på att vinna Svenskt Travderby med Julienne, vilket ekipaget gjorde året efter. Hon segrade även två år i rad i Svenskt mästerskap (1963, 1964) på Åbytravet.
Julienne deltog i tre upplagor av Elitloppet (1963, 1964, 1966), med en tredjeplats 1963 som bästa resultat.
Hon är den enda häst som har vunnit utmärkelsen Årets häst fyra år i rad, 1961–1964.
Efter tävlingskarriärens slut flyttades hon till Tyskland, 1971, för avelsarbete.